# Peter Suber
Peter Dain Suber (Evanston, Illinois, 8 de novembre de 1951) és un filòsof especialitzat en la filosofia del dret i l'accés obert al coneixement. És membre del Berkman Center for Internet & Society i el director de l'Oficina de la Universitat Harvard per a la publicació acadèmica de Comunicació i el Harvard Open Access Project (HOAP). Suber és reconegut com el representant més destacat del moviment d'accés obert i, també, del joc Nomic.
Peter Suber és professor de filosofia a la Universitat d'Earlham a Richmond, Indiana, professor d'Investigació filosòfica a l'Earlham College i un dels principals actors en el moviment d'accés obert. És director del projecte d'accés obert Public Knowledge i investigador de Scholarly Publishing and Academic Resources Coalition (SPARC).
Suber va participar en la trobada de 2001 que va portar a la primera iniciativa internacional sobre l'accés obert, la Budapest Open Access Initiative, i en va ser un dels seus redactors i impulsors principals.
Ha escrit nombrosos articles sobre l'accés obert a la ciència i l'erudició. El seu darrer llibre, en accés obert, ha estat publicat per MIT Press i alliberat sota una llicència de Creative Commons.
Suber està casat, té dos fills i viu a Brooksville, Maine, des de 2003.

## Publicacions
- Suber, Peter. Open Access. MIT Press Essential Knowledge.  Cambridge, Massachusetts ; London, England: Massachusetts Institute of Technology, 2012. ISBN 978-0-262-51763-8 [Consulta: 28 desembre 2015]. Arxivat 7 de setembre 2015 a Wayback Machine.

## Premis i reconeixements
Peter Suber va rebre el 2011 el Lyman Ray Patterson Copyright Award atorgat per l'American Library Association (ALA).